# 图腾与禁忌
《图腾与禁忌》是佛洛依德所著的一本人類學及心理分析的著作。其內容主題主要包括：

## 亂倫的畏懼
1. 對圖騰禁制的破壞將招致族人的報復或是懲罰
2. 相同圖騰的族人不得通婚的外婚制度

圖騰部落有時候會分化成不同的氏族，而氏族又分化不同的次氏族，此乃為了避免亂倫而衍生的制度。

## 禁忌和矛盾情感
禁忌（taboo）代表了兩種不同方面的意義：首先是崇高的，神聖的；另外一方面，則是神秘的，危險的，禁止的，不潔的。
“觸犯禁忌的人，本身也將成為禁忌”（ex:觸犯禁忌的人將會導致其他人產生對他的“接觸恐懼”）
禁忌的來源是歸因於附著在人或鬼身上的一種神秘力量(馬那)，他們能夠利用無生命的物質作媒介而加以傳遞。
通常的禁忌又分成如下的三種：
1. 對敵人的禁忌：例如說請求被殺的敵人息怒，或是從事贖罪和淨化行為
2. 對統治者的禁忌：對統治者的禁忌不只代表保護，也代表一種監視
3. 對死人的禁忌：不准和死者接觸，對於死人的禁忌會如傳染病般的蔓延。（如上所說的）

本能欲望沒有被消除之下，禁忌產生的禁制只是將慾望壓抑，并沒有將他消滅。禁制和本能仍然存在著，而在本能與禁忌衝突的過程中，產生了如強迫症般的病症。
禁忌必然具有激勵人們的矛盾情感和誘使他們去破壞禁制的特質。
“觸犯禁忌的人，本身也將成為禁忌”：這是為了避免其他人模仿的緣故，以免造成社會制度瓦解。
對死人的禁忌中，產生的一些強迫性病症道出了患者對於死者死亡的一種強迫性自責心態；其中的理由可能是：患者對於死者的死亡抱著潛在性的期待，而這種期待在死亡發生的瞬間轉變成自責。對於這種期待患者會產生一種防衛作用，宣稱死者會傷害他們，因此避免和他們接觸，此乃一種投射作用；因為此種作用的影響，他們對於心中產生期待死者死亡的懊悔因而減輕。

## 精靈說、巫術和思想的全能
1. 人類的歲月中形成的三種對自然的解釋：精靈說、宗教說、科學說。
2. 「靈魂」的觀念是整個「精靈說」體系最原始的核心，此說相信無生命等物皆有跟人同樣的靈魂。
3. 「精靈說」產生了兩種控制他物的理論：巫術和魔法。

巫術：（本質上）以對待人的方式來影響靈魂的做法，使他們息怒或服從命令（ex：用喧嘩和喊叫的方式來驅逐靈魂）。
魔法：採取一類與日常生活心理不同的特殊方法影響靈魂，不顧及靈魂的存在或其性質（ex：找出姓名並以強迫的方式驅逐靈魂）。
在精神分析上，精靈和巫術的操作過程代表著為了將心里想得到而無法得到的事物利用心理機轉來加以實現，即思想全能（ex：祈雨）。

## 圖騰崇拜在孩童時期的重現
而在某些祭典中允許屠殺圖騰動物，原始民族認為圖騰動物的食用能讓他們得到和圖騰動物相同的神聖性。在這邊發現的矛盾情感是：兒子殺害父親，但潛意識里父親成了不可替代的形象，因此演變成藉由祭典分食圖騰動物來增加對父親的認同。如果將之延伸到基督教神話：藉由人類的血債血還觀念，那麼耶穌基督要犧牲生命才能獲得天父的寬恕，那其可能犯下謀殺天父的罪名。而兒子進而取代了父親的地位，列為神，因此可以說基督教延伸早期的圖騰觀念，將父親角色刪除以及掩蓋。

## 註解
1. ↑  一些強迫症的病例起因來自於幼年期的壓抑，在心理衝突的過程中產生了記憶缺失:健忘，因此患者常常忘記產生病症的動機，但是仍然不斷進行一些重覆性行為，此乃為了平衡這衝突而產生的一種替代行為
2. ↑  如同聖餐禮，藉由分食代表耶穌基督的麵包來模仿從他得到救救贖和聖潔